# José Sánchez de Neira
José Sánchez de Neira (Madrid, 1823-Madrid, 1898) fue un escritor taurino y periodista español.

## Biografía
Nació el 2 de febrero de 1823, en la casa número 14 de la calle Imperial de Madrid. Escritor dedicado a temas taurinos, fue autor de un diccionario taurómaco, con dos ediciones, además de otras publicaciones como el folleto ¡Duro y ahí! y el librito Los toreros de antaño y los de ogaño. Colaborador de publicaciones periódicas como El Mundo de los Niños, dirigió hasta su fallecimiento, ocurrido en su ciudad natal el 4 de enero de 1898, la revista taurina La Lidia. Fue enterrado en el sepulcro número 142 del patio de Santa Gertrudis del cementerio de San Justo.